# Velikie golodrancy
Velikie golodrancy (Великие голодранцы) è un film del 1973 diretto da Lev Solomonovič Mirskij.

## Trama
Era il 1927. Il figlio del contadino Philip Kasatkin si unì al Komsomol e iniziò un'attività esuberante piena di preoccupazioni, vittorie e sconfitte.